# Geopark Laacher See
Der Geopark Laacher See ist ein Nationaler Geopark in der Osteifel, der sich aus dem Vulkanpark im Landkreis Mayen-Koblenz und dem Vulkanpark im Brohltal zusammensetzt.

## Gründung und Anerkennung Nationaler Geopark Laacher See
Bereits seit dem Jahr 2005 bildeten der Vulkanpark im Landkreis Mayen-Koblenz, der Vulkanpark Brohltal/Laacher See und der Natur- und Geopark Vulkaneifel den Nationalen Geopark Vulkanland Eifel. 
Im Juli 2016 wurde dieser Geopark in zwei eigenständige Geoparks geteilt, den Geopark Laacher See und den Geopark Vulkaneifel. Mit dieser Trennung und der Ausweisung von zwei Nationalen GeoParks in der Eifel kam die GeoUnion Alfred-Wegener-Stiftung einer Bitte aller beteiligten Akteure nach. Gründe dafür waren die Anerkennung des Natur- und Geoparks Vulkaneifel als UNESCO Global Geopark und Unterschiede in der Verwaltungs- und Förderpolitik. Mit dieser Änderung gab es in Deutschland im Jahr 2016 16 Nationale GeoParks; im Jahr 2025 sind es 19. 
Verbindendes Element der beiden Geoparks in der Eifel bleibt die Deutsche Vulkanstraße. Die Ferienstraße verbindet auf 280 Kilometern 39 geologische Besonderheiten der Eifel. 
Die Zertifizierung eines Geoparks erfolgt durch die GeoUnion Alfred-Wegener-Stiftung. Maßgeblich für die Zertifizierung sind die Qualität eines Geoparks und die Erfüllung der in den Richtlinien niedergelegten Kriterien auf Grundlage einer schriftlichen Bewerbung. Der Titel ist auf fünf Jahre befristet.
Neu zertifiziert werden müssen die beiden Nationalen Geoparks nicht, da die Rezertifizierung erst im Jahr 2015 stattgefunden hat.

## Lage und Themen

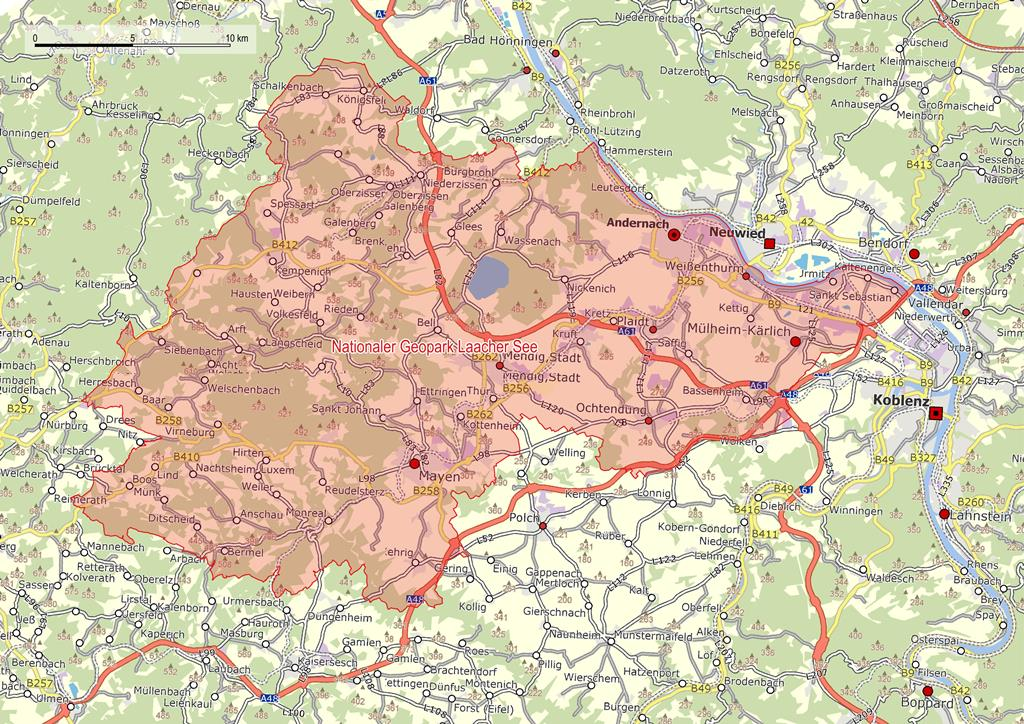
Karte Nationaler Geopark Laacher See

Der Geopark Laacher See erstreckt sich im Wesentlichen rund um den Laacher See. Im Westen reicht er bis hin zum Nürburgring, im Süden grenzt er an die A48 und im Osten an den Rhein. Die Landschaft ist geprägt vom quartären Vulkanismus und zeichnet sich durch eine Vielzahl von Schlackenkegeln aus. Das Zentrum des Geoparks bildet der Laacher-See-Vulkan, dessen Ausbruch vor ca. 12.000 Jahren viele sichtbare Spuren hinterlassen hat, vor allem die mit Wasser gefüllte Caldera, den Laacher See, den größten See in Rheinland-Pfalz. So präsentiert der neuformierte Nationale Geopark Laacher See schwerpunktmäßig den Laacher See bzw. den Laacher-See-Vulkan mit seinen Auswurfsmassen und das Leben und Arbeiten mit vulkanischen Steinen an folgenden Stationen: 

### Im Kreis Mayen-Koblenz
- 17 Landschaftsdenkmäler mit Rundwegen
- das Vulkanpark Infozentrum in Plaidt/Saffig
- das Römerbergwerk Meurin mit antiker Technikwelt in Kretz
- der Geysir in Andernach
- der Lava-Dome in Mendig
- Terra Vulcania in Mayen
- das Deutsche Bimsmuseum in Kaltenengers

### Auf dem Gebiet der Verbandsgemeinde Brohltal
- fünf Geo-Pfad-Wanderrouten
- die Highlight Autoroute H
- das Infozentrum in der Tourist-Info Niederzissen